# Tucupí

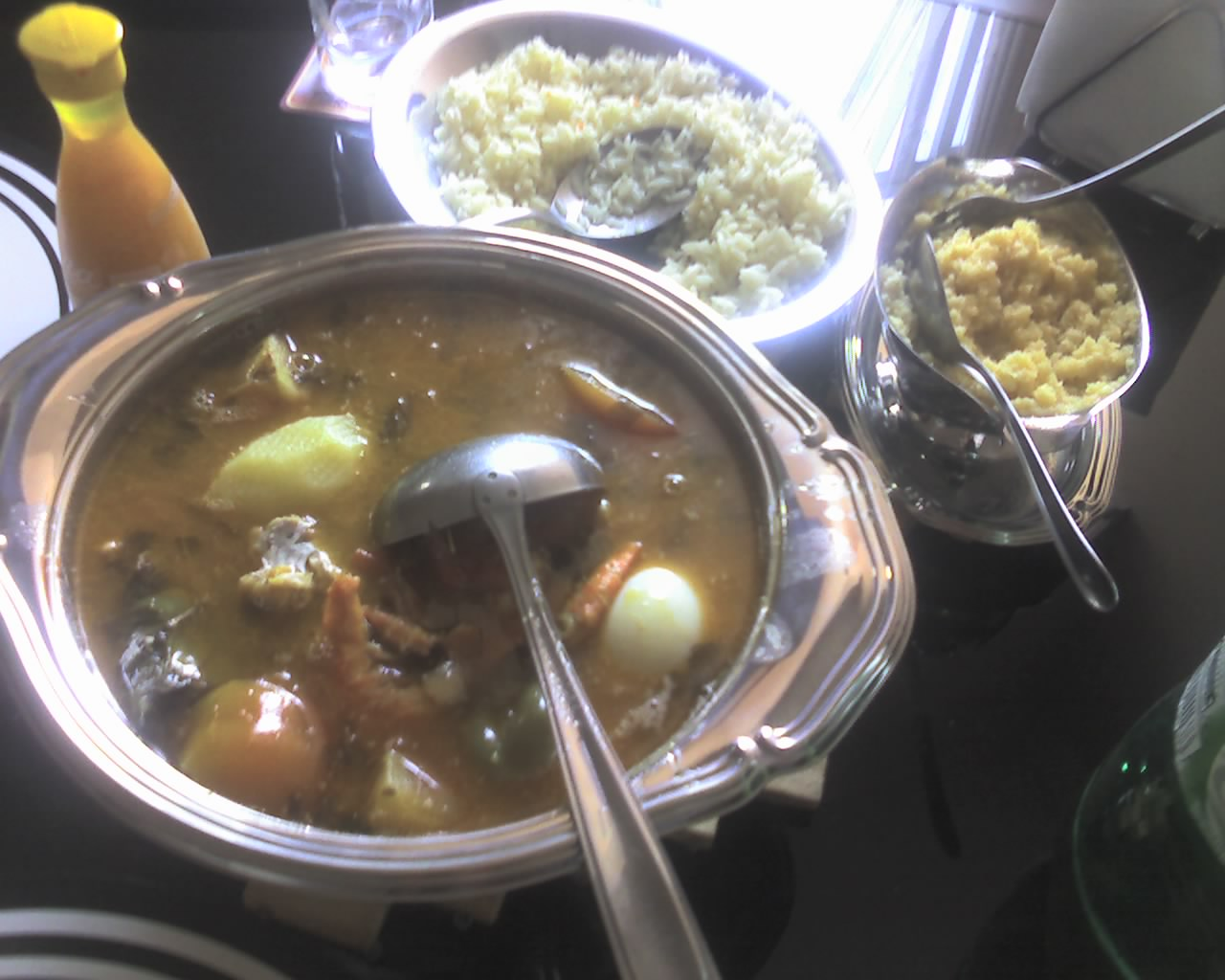
Caldeirada Paraense, un típico estofado brasileño a base de tucupí.

El tucupí (del tupí-guaraní "tukupi") es un caldo  de color amarillo extraído de raíz de la mandioca brava. Se emplea en algunos platos de la Amazonía: como la tacacá.

## Elaboración
La raíz de mandioca tras un proceso de secado, rallado se exprime (es muy tradicional para exprimir emplear un instrumento denominado tipiti) para sacar su jugo empleado en este caldo. Tras esta operación el zumo descansa para que el almidón (goma) se separe del líquido (tucupí) por decantación. Inicialmente este caldo es venenoso debido a la presencia de ácido cianhídrico el líquido es cocido (proceso que elimina el veneno) durante horas pudiendo ser empleado en la cocina.

## Usos
Se emplea en la elaboración de sopas de diferentes ingredientes como: carnes, pescados, aves etc. Algunos de ellos tienen fama como:
- Tacacá - Sopa brasileña en la que se emplea como ingrediente.
- Pato no tucupi